# Presidenti della Repubblica del Congo
I presidenti della Repubblica del Congo dal 1960 (data di indipendenza dalla Francia) ad oggi sono i seguenti.

## Lista
Il corsivo indica una continuazione de facto della carica
| Presidente                    | Presidente | Presidente                                                                       | Partito                                                   | Elezione                                           | Mandato          | Mandato          |
| Presidente                    | Presidente | Presidente                                                                       | Partito                                                   | Elezione                                           | Inizio           | Fine             |
| ----------------------------- | ---------- | -------------------------------------------------------------------------------- | --------------------------------------------------------- | -------------------------------------------------- | ---------------- | ---------------- |
| Repubblica del Congo          |            |                                                                                  |                                                           |                                                    |                  |                  |
|                               |            | Fulbert Youlou                                                                   | Unione Democratica per la Difesa degli Interessi Africani | 1961                                               | 15 agosto 1960   | 15 agosto 1963   |
|                               |            | Alphonse Massamba-Débat                                                          | Movimento Rivoluzionario Nazionale                        | A seguito di colpo di Stato, 1963                  | 16 agosto 1963   | 4 settembre 1968 |
|                               |            | Alfred Raoul                                                                     | Militare                                                  | A seguito di colpo di Stato Ad interim             | 5 settembre 1968 | 1º gennaio 1969  |
|                               |            | Marien Ngouabi                                                                   | Militare, Partito Congolese del Lavoro                    | A seguito di nomina dopo colpo di Stato            | 1º gennaio 1969  | 3 gennaio 1970   |
| Repubblica Popolare del Congo |            |                                                                                  |                                                           |                                                    |                  |                  |
|                               |            | Marien Ngouabi                                                                   | Militare, Partito Congolese del Lavoro                    | 1974                                               | 3 gennaio 1970   | 18 marzo 1977    |
|                               |            | Commissione militare del PCT presidente Joachim Yhombi-Opango                    | Militare, Partito Congolese del Lavoro                    | Ad interim                                         | 18 marzo 1977    | 3 aprile 1977    |
|                               |            | Joachim Yhombi-Opango                                                            | Militare, Partito Congolese del Lavoro                    | –                                                  | 3 aprile 1977    | 5 febbraio 1979  |
|                               |            | Presidium del comitato centrale del PCT presidente Jean-Pierre Thystère Tchicaya | Partito Congolese del Lavoro                              | Ad interim                                         | 5 febbraio 1979  | 8 febbraio 1979  |
|                               |            | Denis Sassou-Nguesso                                                             | Militare, Partito Congolese del Lavoro                    | 1979, 1984, 1989                                   | 8 febbraio 1979  | 15 marzo 1992    |
| Repubblica del Congo          |            |                                                                                  |                                                           |                                                    |                  |                  |
|                               |            | Denis Sassou-Nguesso                                                             | Militare, Partito Congolese del Lavoro                    | –                                                  | 15 marzo 1992    | 31 agosto 1992   |
|                               |            | Pascal Lissouba                                                                  | Unione Panafricana per la Democrazia Sociale              | 1992                                               | 31 agosto 1992   | 25 ottobre 1997  |
|                               |            | Denis Sassou-Nguesso                                                             | Partito Congolese del Lavoro                              | A seguito di guerra civile, 2002, 2009, 2016, 2021 | 25 ottobre 1997  | in carica        |